# 53-тя окрема механізована бригада (Україна)
53-тя окрема механізована бригада імені князя Володи́мира Монома́ха (53 ОМБр, в/ч А0536, пп В0927) — військова частина механізованих військ України чисельністю у бригаду. Пункт постійної дислокації — м. Сєвєродонецьк і м. Лисичанськ Луганської області. Підпорядкована Оперативному командуванню «Схід».
Бригада була сформована вже після початку російської агресії, восени 2014 року. До її складу увійшли мотопіхотні батальйони, колишні батальйони територіальної оборони.
Бригада носить ім'я Володимира Мономаха — Великого князя Київського, правителя Русі у XII столітті.

## Історія

### Передумови
У лютому 2014 року почалася російська збройна агресія проти України: Росія вторглася до Криму та анексувала його. В Україні почалася часткова мобілізація.
13 квітня 2014 року розпочалися бойові дії війни на сході, після захоплення Слов'янська Донецької області російськими диверсійними загонами під командуванням Ігоря Гіркіна. 30 квітня 2014 року в.о. Президента України Олександр Турчинов доручив керівникам обласних адміністрацій почати створення батальйонів територіальної оборони в кожній області України. Влітку українські війська вели бої на російсько-українському кордоні, під Донецьком, Луганськом, та на Приазов'ї, ізолюючи угруповання бойовиків від постачання з Росії та розсікаючи утримувані ними території. Після втручання регулярної російської армії, українські сили зазнали низку поразок і були змушені відійти з-під Луганська, Іловайська та Новоазовська.

### Створення
Формування бригади розпочалося восени 2014 року і проходило у селищі Нова Любомирка Рівненської області. До складу новоствореної бригади були введені деякі батальйони територіальної оборони та підрозділи, переведені з 30 ОМБр 17 ОТБр 1 ОТБр і 24 ОМБр.
На кінець 2014 року бригада вийшла до смт Станиці Луганської в Луганській області, а вже в 2015 році обороняла смугу м. Авдіївка  — Верхньоторецьке — Новгородське (Нью — Йорк) на Донеччині. Саме тут добре відзначився 3 батальйон 53 ОМБр.
Станом на травень 2016 року бригаді були підпорядковані 24-й окремий штурмовий батальйон та 43-й окремий мотопіхотний батальйон.
Для виконання бойових завдань з підрозділів бригади було утворено дві БТГ, до складу кожної з яких входили: механізований батальйон (три роти), батарея 2С1 «Гвоздика», розвідувальний взвод, взвод ПЗРК, взвод ЗУ-23-2 і мінометна батарея.
З квітня до жовтня 2017 року підрозділи бригади утримували позиції на Світлодарській дузі. На початку листопаду 2017 року, підрозділи бригади були виведені із зони АТО на відпочинок та відновлення боєздатності на полігон у селищі Черкаське Дніпропетровської області.
З березня 2018 року бригада знову виконувала бойові завдання на Сході вздовж річки Сіверський Донець від Оріхового (Попаснянський р-н) до Словяносербська Луганської області.[джерело?]
У 2019 році підрозділи бригади були введені в зону бойових дій, в район Горлівки.
29 жовтня 2019 року підрозділи бригади вийшли з зони бойових дій на ротацію. За цей час бригада втратила загиблими 7 військовослужбовців.
6 травня 2020 року президент України присвоїв бригаді почесне найменування на честь Володимира Мономаха.

### Російське вторгнення 2022 року
Під час повномасштабного вторгнення Російської Федерації активно воює на фронті, захоплює та знищує ворожу техніку.
У 2023 році бригада брала участь у битві за Авдіївку.
З грудня 2024 року до бригади долучився підрозділ Signum, який спецілізувався на БПЛА. Підрозділ перейшов у 53-тю бригаду, аби служити під командуванням їхнього новопризначеного комбрига Олександра Сака, який підтримував зародження Signum як підрозділу ще в 93-й бригаді, коли був там комбатом. Signum працював на напрямку Серебрянського лісництва.

## Структура
Станом на 2016 рік:
- управління (штаб бригади)
- 1 механізований батальйон
- 2 механізований батальйон
- 3 механізований батальон
- 43-й окремий мотопіхотний батальйон «Патріот»
- 24-й окремий штурмовий батальйон «Айдар»
- танковий батальйон
- зенітний ракетно-артилерійський дивізіон
- бригадна артилерійська група:
  - батарея управління та артилерійської розвідки
  - самохідний артилерійський дивізіон 2С-1
  - самохідний артилерійський дивізіон 2С-3
  - реактивний артилерійський дивізіон Град
  - протитанковий артилерійський дивізіон
- взвод снайперів
- розвідувальна рота
- польовий вузол зв'язку
- рота радіоелектронної боротьби
- радіолокаційна рота
- група інженерного забезпечення
- рота РХБ захисту
- батальйон матеріально-технічного забезпечення
- ремонтно-відновлювальний батальйон
- медична рота
- комендантський взвод

Станом: на 2024 рік
- 2-й механізований батальйон[13]
- Підрозділ ударних безпілотників «Малібу»[14][15]
- Танковий батальйон[16]
- Підрозділ ПТРК[16]
- Підрозділ Signum[17]
- Підрозділи забезпечення[16]

## Оснащення
- БМП: БМП-1Д[18]

## Командування
- 2014—2015: полковник Заболотний Віктор В"ячеславович[2][3]
- 2016—2019: полковник Грузевич Олександр Степанович[19]
- 2019—2020: полковник Поляков Андрій Олегович[20]
- 2020—2022: полковник Тітенко Дмитро Анатолійович
- 03—09.2024: підполковник Козел Анатолій Анатолійович[21]
- 2024—2025: полковник Сак Олександр Олександрович[22][11]
- з 2025: підполковник Колодяжний Андрій Йосифович

## Традиції

### Символіка
В бригадній емблемі відтворено особово-родовий знак великого князя Володимира Мономаха — золотий двозуб із хрестом на зеленому полі.

### Гасло
У своєму «Поученні» Володимир Мономах дає такі настанови власним дітям: 
| «На війну вийшовши, не лінуйтеся, не покладайтеся на воєвод. Ні питтю, ні їді не потурайте, ні спанню. І сторожів самі наряджайте, і на ніч лише з усіх сторін розставивши довкола себе воїв, ляжте, а рано встаньте. А оружжя не знімайте із себе вборзі, не розглядівши все через лінощі, бо знагла людина погибає». |
Саме з цього тексту взяті слова для гасла 53 бригади — «ОРУЖЖЯ НЕ ЗНІМАЙТЕ».

### Власні нагороди
У 53-й бригаді запроваджено низку власних нагород.[джерело?]

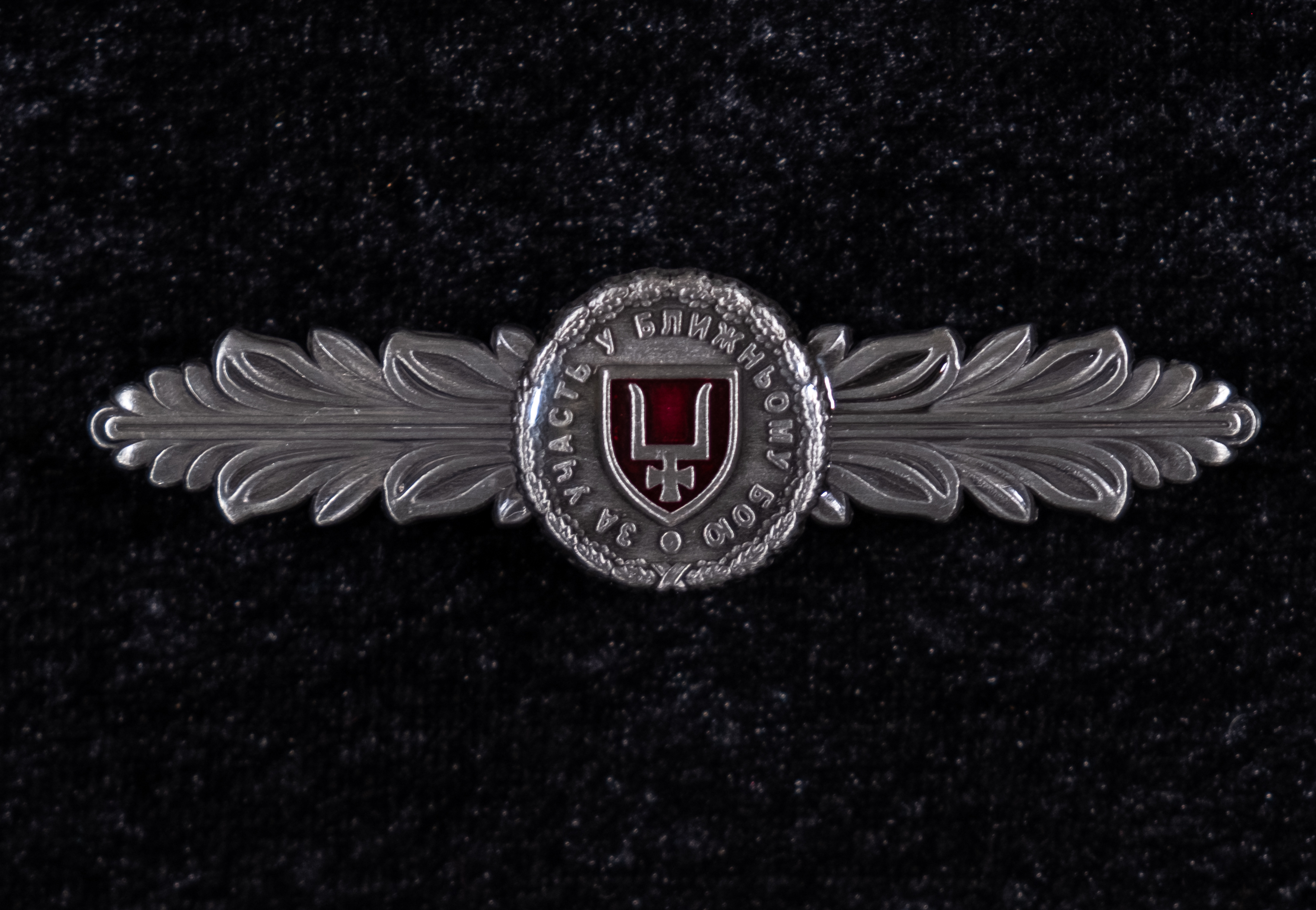
Нагрудний знак «За участь у ближньому бою»
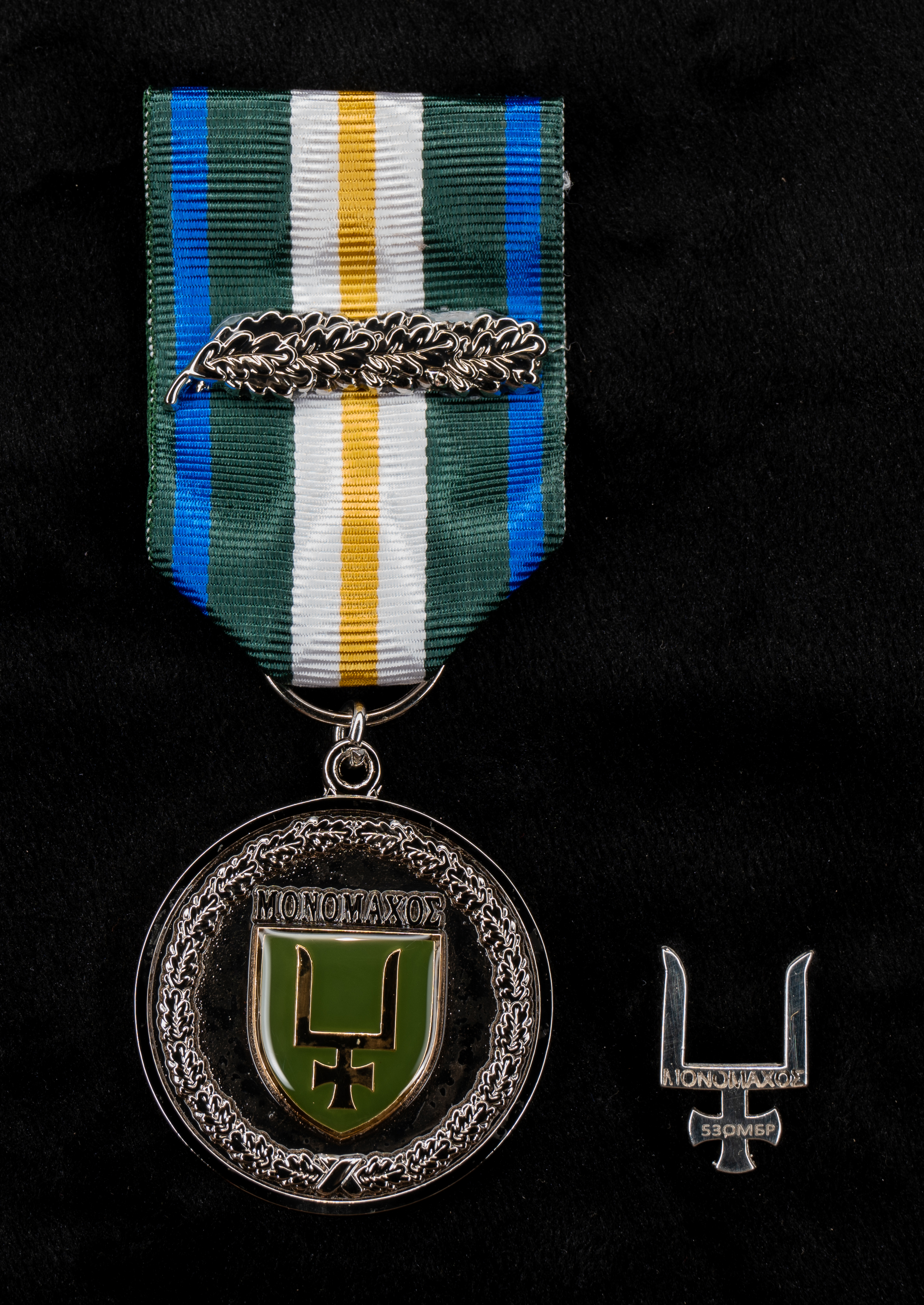
Медаль «За військову доблесть» І ступеня
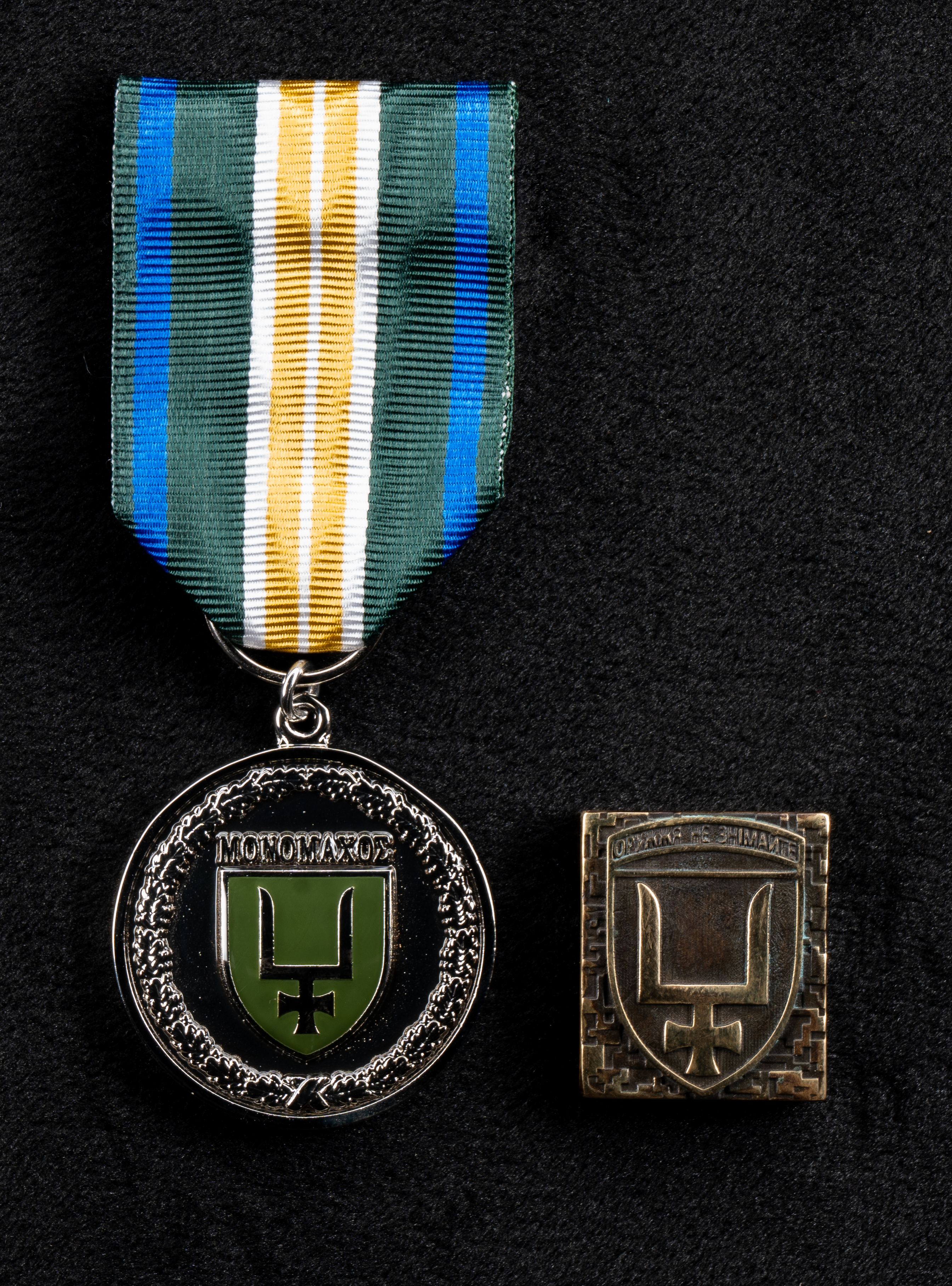
Медаль «За військову доблесть» ІІ ступеня